# Sunnansjö (Nordmaling)
Sunnansjö is een plaats in de gemeente Nordmaling in het landschap Ångermanland en de provincie Västerbottens län in Zweden. De plaats heeft 73 inwoners (2005) en een oppervlakte van 53 hectare. De plaats ligt aan het gelijknamige meer Sunnansjö.